# Fresnéu (Cabranes)
Fresnéu (spanische Fresnedo) ist ein Parroquia und ein Ort in der autonomen Region Asturien im Norden Spaniens.
Die 277 Einwohner (2011) leben in neun Dörfern auf einer Fläche von 11,09 km2 im Osten der Gemeinde Cabranes; Santa Eulalia ist der Verwaltungssitz (Hauptort, sechs Kilometer entfernt) der Gemeinde der Gerichtsbezirk ist Piloña.

## Verkehrsanbindung
- Nächster internationaler Flugplatz:  Flughafen Asturias und der Regionalflugplatz La Morgal.
- Haltestellen der FEVE und ALSA sind in jedem Ort.
- Die AS-255 (Nord/Süd) und die AS-334/335 (Ost/West) sind die Hauptverkehrsstraßen der Gemeinde. Über die AS-335 kann man Fresnéu direkt erreichen.

## Spezialitäten
Die regionale Küche in der Parroquia wie in der gesamten Gemeinde zeichnet sich durch deftige Eintöpfe wie die berühmte Fabada und herzhafte Schmorgerichte aus.
Die Gemeinde ist berühmt für Milchreis der hier in süßer oder deftiger Form zubereitet wird. Dem Milchreis ist sogar eine Festwoche gewidmet (Festival del Arroz con Leche).

## Sehenswertes
- Kirche „Iglesia de Santa María la Real“ in Fresnéu
- Kapelle „Capilla de San Antonio“ in Fresnéu
- Kirche „Iglesia de Santa Antonio“ in Camás
- Kapelle „Capilla de San Lorenzo“ in   Camás

## Dörfer und Weiler der Parroquia
- Camas (Xiranes): 109 Einwohner 2011 43° 23′ 26″ N, 5° 27′ 18″ W
- Candones: 7 Einwohner 2011 43° 23′ 44″ N, 5° 25′ 42″ W
- La Cruciada: 26 Einwohner 2011
- Fresnéu: 26 Einwohner 2011 43° 23′ 54″ N, 5° 26′ 37″ W
- Fresnu: 11 Einwohner 2011 43° 23′ 53″ N, 5° 25′ 53″ W
- Iría: 11 Einwohner 2011 43° 23′ 29″ N, 5° 25′ 15″ W
- Naveda: 33 Einwohner 2011 43° 24′ 16″ N, 5° 26′ 1″ W
- Piñera: 54 Einwohner 2011 43° 23′ 58″ N, 5° 25′ 24″ W
- Viella: unbewohnt 2011 43° 24′ 24″ N, 5° 26′ 18″ W